# Усть-Коксинський район

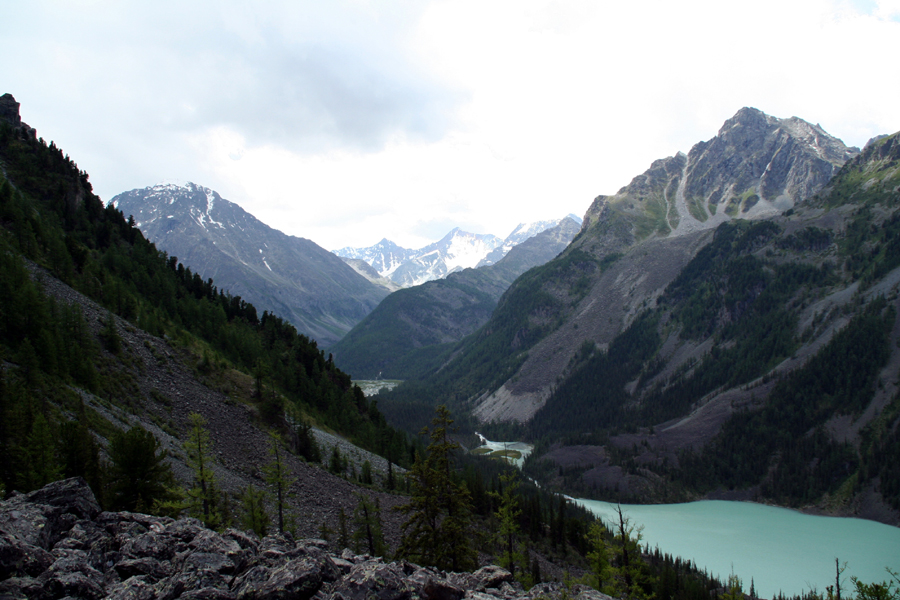
Кучерлинське озеро

Усть-Ко́ксинський райо́н (рос. Усть-Ко́ксинский райо́н; алт. Кöк-Суу аймак) — район Республіки Алтай. Розташований в південно-західній частині Республіки Алтай і входить в гірсько-степову зону.
Площа території району 12 952 км², населення 17 463 людини. 
Районний центр — село Усть-Кокса — засновано в 1807 році і розташоване за 400 км від м. Горно-Алтайська.
Район включає 9 сільських рад: Амурську, Горбуновську, Карагайську, Катандінську, Огневську, Талдінську, Усть-Коксинську, Чендецьку.
Основні види виробництва в районі: лісозаготівля, деревопереробка, пантове маралівництво, м'ясомолочне скотарство, козівництво, вівчарство, конярство, бджільництво, виробництво продовольчого зерна, збір лікарсько-технічної сировини.
На межі Усть-Коксинського, Кош-Агацького районів і Казахстану розташована засніжена гора Бєлуха (4506 м), яка є найвищою вершиною Сибіру. З численних льодовиків гори Бєлухи бере свій початок швидкоплинна річка Катунь, оспівана як в стародавніх оповідях, так і у віршах і піснях наших сучасників. В наш час[коли?] тут діє режим природного парку — "Бєлуха".
На території району розташовано 439 озер. Найбільші: Таймен'є, Мультінські, Кучерлинські — мають значну довжину (2-5 км) і глибину до 30-50 м. На Катунському хребті розташовано 391 льодовик з їх загальною площею 245 км².
У далекому 1926 року у пошуках земель "Шамбали" — житла мудреців нашої Землі, у пошуках живої і мертвої води до підніжжя Бєлухи піднялася сім'я Реріхов. І досі зі всієї планети приїжджають сюди туристи, які намагаються усвідомити своє "Я" в космічному просторі. У районі діють старообрядницькі церкви росіян-старообрядців, що переселилися на ці землі в кінці XVIII століття.
У районі розвинене сільське господарство. Так, з надою молока, з виробництва масла і сиру, з валового збору зерна, з виробництва пантів (до 13 тонн в консервованому вигляді) район щорічно перебуває на першому місці в Республіці Алтай.
У районі розвивається туризм, можливе становлення мисливського туризму, альпінізму, а також туризму пов'язаного із збором лікарських трав і ін.
Усть-Коксинський район є прикордонною територією. На території Усть-Коксинського району діє Наказ ФСБ РФ від 10 вересня 2007 р. N 458 "Про затвердження Правил прикордонного режиму".